# 포항가속기연구소

포항방사광가속기(PLS-II) 전경.
우측의 파란 건물은 포항나노기술집적센터이다.

포항가속기연구소(영어: Pohang Accelerator Laboratory; PAL)는 1988년 5월 설립된 포항공과대학교의 부설연구소이자, 법인이 승인된 독립채산 기관이다. 3세대 방사광가속기인 포항방사광가속기(Pohang Light Source; PLS)와 4세대 방사광 가속기인 PAL-XFEL(Pohang Accelerator Laboratory X-ay Free-electron Laser)을 운영하고 있다.

## 연혁
PLS-I
- 1988. 04 - 방사광가속기 건설본부 발족 (포철/포항공대)
- 1988. 05 - 포항가속기연구소 설립 (포항공대부설연구소)
- 1989. 07 - 부지조성공사 착공 (약20만평)
- 1989. 12 - 산업정책심의회에서 사업계획 및 정부지원(600억원)확정
- 1991. 02 - 건설본부 해체, 포항공대에서 독자적으로 사업추진
- 1991. 04 - 방사광가속기 건물공사 착공
- 1993. 12 - 선형가속기 설치 완료
- 1994. 08 - 저장링 설치작업 완료
- 1994. 12 - 포항방사광가속기 준공 (PLS-I)
- 1995. 02 - 방사광가속기공동이용 연구사업지원규정 제정 (과기처 훈령 제399호)
- 1995. 09 - 방사광이용연구 개시
- 1996. 12 - 운영기금 200억원 포철 출연
- 1997. 11 - 빔라인 2기 준공 (총 8기보유)
- 1998. 06 - 방사광가속기공동이용연구사업지원규정 개정 (과기부 훈령 제 10호)
- 1998. 12 - 빔라인 2기 준공 (총 10기 보유)
- 2001. 11 - 저장링 1/2구간 증축완료
- 2001. 12 - 방사광이용 우수연구자에 대한 심계과학상 제정
- 2008. 12 - 빔라인 28기 운영중 (’95년 9월 개방 이래 15,000여명의 과학자와 기술자가 4,396건의 연구과제 이용)

PLS-II
- 2009. 01 - 방사광가속기 성능향상(PLS-II) 사업 착수 (총 3개년)
- 2010. 12 - PLS-I 종료 및 PLS-I 장치 해체 시작
- 2011. 06 - PLS-II 장치설치 완료
- 2012. 03 - PLS-II 이용자 지원 재개 (빔라인 30기 보유)

PAL-XFEL
- 2013. 05 - PAL-XFEL(4세대방사광가속기) 착공
- 2015. 12 - PAL-XFEL 완공
- 2016. 04 - PAL-XFEL 시운전 성공
- 2016. 06 - PAL-XFEL 0.5nm 파장의 X-선 자유전자 레이저 발생 성공

## PLS, 포항방사광가속기
포항방사광가속기(Pohang Light Source; PLS)는 범국가적 공동연구시설로 에너지가 25억 전자볼트에 달하는 제3세대형 방사광가속기이다.경상북도 포항시 지곡동에 위치하고 있으며 주요설비로는 전자를 빛의 속도에 가깝게 가속시키는 길이 165m의 선형가속기와 가속된 전자를 초진공통로에 저장시키는 둘레 280m의 저장링, 그리고 방출되는 방사광을 이용하여 각종 실험을 실시하게 되는 여러 종류의 빔라인(Beamline)으로 구성되어 있다. 1994년 12월에 세계에서 5번째로 제3세대 방사광가속기로 완공되었으며, 대한민국의 방사광가속기는 포항방사광가속기가 유일하다. 2009년 성능 향상 사업을 시작하면서 해체한 기존 시설은 PLS-I, 이후는 PLS-II 로 불린다.

### 건설
포항방사광가속기(PLS)는 포항시 남구 지곡동 소재 총 20만 평 부지를 매입하여 6만 5천 평의 부지조성공사를 1989년 7월 28일 착공한 후 1991년 4월 1일 건물착공에 들어가 1993년 9월 30일 완공함으로써 약 4년 5개월 만에 주요 건설공사를 성공적으로 완료하였다. 이어 1994년 7월에 선형가속기와 저장링, 그리고 X-선 산란빔라인 1기와 진공자외선 빔라인 1기를 잇달아 건설한 후, 9월에 시험가동에 돌입하여 시운전을 성공적으로 마침으로써 그해 12월 7일에 포항방사광가속기의 건설을 완료하였다. 준공 후 포항방사광가속기는 빔라인 2기를 중심으로 방사광을 이용한 연구를 수행할 수 있도록 약 10개월간 준비기간을 거쳐 마침에 1995년 9월 1일에 범국가적 첨단과학기술 거대시설로서 국내외 연구자들에게 개방되었다. 포항방사광가속기(PLS)는 1988년 전체건설비 (약 1500억)의 60%를 POSCO가 부담하고 그 나머지는 정부로부터 지원받아 착공되었으며, 1994년 12월 24일에 전자에너지 20억 전자볼트와 300mA가 넘는 전류로 첫 운전에 성공함으로써 시운전목표를 초과 달성하였고 1995년 9월부터 국내 및 해외 이용자에게 개방하여 빔타임을 제공 해오고 있다. 또한 2000년부터 전자에너지를 25억 전자볼트로 운전을 하고 있으며. 현재 정부의 지원을 받아 공개과제에 대해서는 심사를 통해 하루 10만원, 비공개과제에 대해서는 하루에 150만원의 비용으로 빔라인을 배정받아 이용할 수 있다.

### 시설현황
7년간의 건설기간을 통하여 1994년 12월에 탄생된 포항방사광가속기(PLS)는 21세기 한국과학기술을 선도하는 중요한 첨단연구시설로 과학기술을 선도하는 중요한 첨단연구시설로 이 중에서 조성된 부지는 축구경기장으로 비교하자면 약 20개 정도를 합한 크기에 해당하며 6개동의 건물로 이루어져있다.

포항방사광가속기(PLS)는 전자를 25억 전자볼트(2.5GeV)로 가속시키는 직선길이 160m의 선형가속기와 가속된 전자를 원형 궤도 속에서 10시간 이상 회전토록하여 방사광을 발생시키는 저장링, 그리고 원하는 빛(방사광)을 실험장치가 있는 곳까지 이끌어내는 빔라인 및 실험장치 등으로 구성되어있다. 빔라인은 사용하는 에너지의 영역에 따라 크게는 자외선 빔라인과 X-선 빔라인으로 나눌 수 있다. 자외선 빔라인에서는 주로 기체상태의 물질의 구조나 고체표면에서의 물질의 구조, 화학적 결합구조, 자기적 성질 등에 관한 실험들이 가능하다. 한편, X-선 빔라인에서는 주로 물질의 내부 결정구조, 결정 결함, 원자 배열 등에 대한 실험을 수행할 수 있다. 실험장치에는 실험목적에 맞도록 시편을 조정해주는 시편고정대와 검출기가 설치되어 있다. 그리고 방사광 실험을 위해서 다양한 광학장치가 구성되어 있는데 방사광을 집속하는 반사거울, 방사광을 선택하는 단색화 장치, 크기를 조절하는 슬릿, 방사광의 모양을 관찰하는 진단장치 등이 설치되어 있다. 현재 많은 분야의 실험을 동시에 수행할 수 있는 31기의 빔라인이 운전 중이고 더 많은 빔라인이 건설 중이다.

### 연구 성과
포항방사광가속기는 다양한 기초 및 응용 연구, 산업 기술개발 등에 공동 활용되고 있으며 1995년 9월 개방 이래 15,000여명의 과학자와 기술자가 4,396건의 연구과제에 이를 활용하고 있다. 그동안 가속기를 활용한 우수한 연구 성과들이 네이처(Nature) 커버스토리로 게재되는 등 국내·외 학술지에 2,200여편 이상의 논문이 발표되었고, 산업적으로도 광통신 소자의 비파괴분석, 전자제품소자·철강제품 등의 생산공정에서 불량률을 낮추는 기법 개발 등 다양하게 활용되고 있다.

## PAL-XFEL, 포항 4세대 방사광가속기
PAL-XFEL(Pohang Accelerator Laboratory X-ay Free-electron Laser)이자, 가칭 '포항 4세대 방사광가속기'로 불리는 이 시설은 2011년부터 시작되어 2015년 완공한 방사광 가속기이다.
미래창조과학부 4,038억 원, 경상북도와 포항시가 260억 원을 들여 2011년 공nm광가속기가 시운전 후 레이저 발생에 성공한 것은 세계에서 미국과 일본에 이은 3번째이다. 이는 미국이 2년, 일본이 4개월 정도 걸렸던 것이다.
기존 3세대가 의료용 X선 보다 100만 배 밝았다면, 4세대는 3세대 보다 1억 배 더 밝고, 태양보다는 100경 배 더 밝다.

## 주해
1. ↑  충북 오창의 방사광가속기가 2번째로 구축될 예정이다.

## 같이 보기
- 페르미 국립 가속기 연구소
- 스탠퍼드 선형 가속기 센터
- 다목적 방사광가속기 구축 사업